# Paduniella mahanawana
Paduniella mahanawana är en nattsländeart som beskrevs av Schmid 1958. Paduniella mahanawana ingår i släktet Paduniella och familjen tunnelnattsländor. Inga underarter finns listade i Catalogue of Life.